# Planeta Gilligana
Planeta Gilligana (ang. Gilligan’s Planet, 1982–1983) – amerykański serial animowany. W Polsce emitowany w Polsacie w 1995 roku.

## Spis odcinków
| N/o            | Polski tytuł | Angielski tytuł                            |
| -------------- | ------------ | ------------------------------------------ |
|                |              |                                            |
| SERIA PIERWSZA |              |                                            |
|                |              |                                            |
| 01             |              | I Dream Of Genie                           |
|                |              |                                            |
| 02             |              | Turnabout Is Fair Play                     |
|                |              |                                            |
| 03             |              | Let Sleeping Minnows Lie                   |
|                |              |                                            |
| 04             |              | Journey To The Center Of Gilligan’s Planet |
|                |              |                                            |
| 05             |              | Amazing Colossal Gilligan                  |
|                |              |                                            |
| 06             |              | Bumper To Bumper                           |
|                |              |                                            |
| 07             |              | Road To Boom                               |
|                |              |                                            |
| 08             |              | Too Many Gilligans                         |
|                |              |                                            |
| 09             |              | Space Pirates                              |
|                |              |                                            |
| 10             |              | Invaders Of The Lost Birque                |
|                |              |                                            |
| 11             |              | Wings                                      |
|                |              |                                            |
| 12             |              | Super Gilligan                             |
|                |              |                                            |
| 13             |              | Gilligan’s Army                            |
|                |              |                                            |